# Araeoncus curvatus
Araeoncus curvatus es una especie de araña araneomorfa del género Araeoncus, familia Linyphiidae. La especie fue descrita científicamente por Tullgren en 1955.
Las patas de la hembra son de color amarillo anaranjado, teñidas de negro; la longitud de su cuerpo es de 1,8 milímetros. La especie se distribuye por Europa: Suecia y Estonia.